# Kim Seung-o
Kim Seung-o (* 15. September 1978 in Nowon-gu, Seoul, Südkorea) ist ein südkoreanischer Film- und Fernsehschauspieler.

## Leben
Kim Seung-o wurde 1978 in Busan geboren. Er besuchte die Kyungbok University. 
2003 hatte Seung-o in dem Film Das zerbrochene Schwert seinen ersten Auftritt. 2010 hatte er seine erste Rolle in der Fernsehserie Giant. 2010 bis 2011 erhielt er seine erste wiederkehrende Rolle in der Fernsehserie Secret Garden. 2014 spielte Seung-o in der Fernsehserie The Night Watchman’s Journal mit.
Er ist mit einer nichtöffentlichen Person verheiratet und hat einen Sohn.

## Filmografie
- 2003: Das zerbrochene Schwert (청풍명월)
- 2004: Fighter in the Wind (바람의 파이터)
- 2005: Bittersweet Life (달콤한 인생)
- 2009: Kilme
- 2009: Potato Symphony
- 2010: Giant (Fernsehserie, Folge 1x01)
- 2010: The Man from Nowhere (아저씨)
- 2010–2011: Secret Garden (Sikeurit Gadeun, Fernsehserie, 20 Folgen)
- 2011: Sign (Ssain, Fernsehserie)
- 2011: Deurama seupesyeol (KBS 드라마 스페셜, Fernsehserie, Folge 2x16)
- 2011: Glory Jane (영광의 재인, Fernsehserie)
- 2012: History of the Salaryman (Fernsehserie, 3 Folgen)
- 2012: Ghost (Yoo Ryung, Fernsehserie, 2 Folgen)
- 2012: Whatcha Wearin’? (나의 PS 파트너)
- 2012: Ban-chang-ggo (Love 911)
- 2012: The Tower (타워)
- 2013: Kang-cheol-i (Kang-chul-i)
- 2014: No Tears for the Dead (Sprechrolle)
- 2014: The Night Watchman’s Journal (Fernsehserie, 24 Folgen)
- 2014: Paesyeonwang
- 2015: Barracks (Sal-In-Kaem-Peu)
- 2015: Warm and Cozy (Maendorong Ttottos, Fernsehserie, 16 Folgen)
- 2015: She Was Pretty (Fernsehserie, Folge 1x03)
- 2015: Yeol-jeong-gat-eun-so-ri-ha-go-it-ne (열정같은소리하고있네)
- 2016: Missing You (널 기다리며)
- 2016: Baekheega Dolawadda (Baek Hee Has Returned, Miniserie, 4 Folgen)
- 2017: The Merciless (불한당: 나쁜 놈들의 세상)
- 2017: Fight for My Way (쌈 마이웨이, Fernsehserie, 16 Folgen)
- 2017–2018: A Korean Odyssey (Fernsehserie, 20 Folgen)
- 2018: Unstoppable (성난황소)
- 2018: Door Lock (도어락)
- 2020: Rettet den Zoo (해치지않아)
- 2020: Graceful Friends (Wooahan Chingoodeul, Fernsehserie, 17 Folgen)
- 2020: Jukji anneun ingan-deul-e bam (죽지않는 인간들의 밤)
- 2021: Luca (L.U.C.A: The Beginning, Fernsehserie, 12 Folgen)
- 2022: Pirates – Der Schatz des Königs (해적: 도깨비 깃발)
- 2022: Kingmaker (킹메이커)
- 2022: Ultimate Weapon Alice (Fernsehserie)
- 2022: A Model Family (모범가족)
- 2022: Haus des Geldes: Korea (종이의 집: 공동경제구역, Fernsehserie, 4 Folgen)
- seit 2022: Unlock My Boss (사장님을 잠금해제, Fernsehserie)
- 2023: Kill Boksoon (길복순)
- seit 2023: Island (아일랜드, Fernsehserie)
- seit 2023: Lies Hidden in My Garden (Miniserie)
- 2025: Low Life (파인: 촌뜨기들)